# We Stand Alone
We Stand Alone è il secondo EP del gruppo hardcore punk statunitense Sick of It All. Pubblicato nel 1991, contiene 8 tracce dal vivo registrate ad Oklahoma City il 18 marzo 1990 ed una cover, Betray, dei Minor Threat.

## Tracce
1. What's Going On – 2:20
2. Betray – 2:46
3. We Stand Alone – 2:06
4. Disillusion (live) – 3:20
5. My Revenge World Full of Hate (live) – 2:58
6. Pete's Sake (live) – 1:13
7. Injustice System (live) – 2:02
8. The Deal (live) – 1:11
9. GI-Joe Headstomp (live) – 1:37
10. Pushed too Far (live) – 2:12
11. The Blood & the Sweat (live) – 4:14
12. Politics (live) – 1:31

## Formazione
- Lou Koller - voce
- Pete Koller - chitarra
- Rich Cipriano - basso
- Armand Majidi - batteria